# Adrien Gréa
Adrien Gréa (ur. 18 lutego 1828 w Lons-le-Saunier, zm. 23 lutego 1917 w Rotelier) – francuski duchowny rzymskokatolicki, prezbiter, wikariusz generalny diecezji Saint-Claude (1863‐1880), założyciel zakonu kanoników regularnych kongregacji Niepokalanego Poczęcia i opat tejże (od 1896).

## Życiorys
Adrien Gréa urodził się w zamożnej rodzinie, jego ojciec był prawnikiem i politykiem. Studia wyższe odbył w École nationale des chartes. Po zakończeniu studiów udał się do Rzymu w celu przygotowania do święceń kapłańskich, które otrzymał 20 września 1856 r. 
Po przyjęciu święceń powrócił do Francji, gdzie podjął się pracy duszpasterskiej w Baudin. W 1863 r. został mianowany wikariuszem generalnym diecezji Saint-Claude. Wówczas wraz z towarzyszami założył kongregację Niepokalanego Poczęcia zakonu kanoników regularnych, z którą po pewnym czasie przeniósł się do klasztoru w Saint-Antoine-l'Abbaye. Tam odbyła się jego benedykcja opacka. 
W związku z brakiem zezwolenia od władz na dalszą działalność zakonu na terenie Francji na początku XX w. wraz z całą kongregacją przeniósł się do Andory we Włoszech. Tam został odsunięty od pełnienia funkcji przełożonego z powodu różnicy zdań pomiędzy nim a Stolicą Apostolską dotyczącej kształtu konstytucji zakonnych. Powrócił wówczas do rodzinnego Rotelier we Francji, gdzie zmarł 23 lutego 1917 r.